# Neuville-lès-Decize
Neuville-lès-Decize – miejscowość i gmina we Francji, w regionie Burgundia-Franche-Comté, w departamencie Nièvre.
Według danych na rok 1990 gminę zamieszkiwało 237 osób, a gęstość zaludnienia wynosiła 9 osób/km² (wśród 2044 gmin Burgundii Neuville-lès-Decize plasuje się na 675. miejscu pod względem liczby ludności, natomiast pod względem powierzchni na miejscu 247.).